# Banisteriopsis elegans
Banisteriopsis elegans är en tvåhjärtbladig växtart som först beskrevs av José Jéronimo Triana och Planch., och fick sitt nu gällande namn av Noel Yvri Sandwith. Banisteriopsis elegans ingår i släktet Banisteriopsis och familjen Malpighiaceae. Inga underarter finns listade i Catalogue of Life.